# 윌리암 살리바
윌리암 알랭 앙드레 가브리엘 살리바(프랑스어: William Alain André Gabriel Saliba, 프랑스어 발음: [wiljam saliba], 2001년 3월 24일~)는 프랑스의 축구 선수로 포지션은 센터백이다. 현재 프리미어리그의 아스널 FC와 프랑스 축구 국가대표팀에서 활동하고 있다. 대한민국에서는 프랑스어 이름 '윌리암(William)'을 영어식 '윌리엄'으로 읽은 윌리엄 살리바로도 알려져 있다.
AS 생테티엔에서 프로 축구 선수 경력을 시작했고 리그 1 2018-19시즌에 생테티엔의 UEFA 유로파리그 진출에 기여했다. 2019년 7월 2,700만 파운드(약 500억 원)의 이적료로 아스널 FC로 이적했고 생테티엔, OGC 니스, 올랭피크 드 마르세유에서 임대 선수로 활동한 후 2022년 아스널의 1군에 합류했다. 2022년 8월 5일 아스널 1군 데뷔전을 가졌고 아스널에서의 첫 번째 시즌에 아스널의 프리미어리그 2022-23시즌 2위에 기여했다. 그는 다음 시즌 아스널의 프리미어리그 경기에 모두 출전하며 구단의 프리미어리그 2022-23시즌 최소 실점(29실점) 달성에 기여했다.
살리바는 프랑스의 연령별 대표팀들에서 활동한 후 2022년 6월 3일 프랑스 축구 국가대표팀에 데뷔했다. 그는 2022년 FIFA 월드컵에 출전하는 프랑스 대표팀 선수단에 발탁되었고 대표팀은 월드컵에서 준우승을 달성했다.

## 출전 통계
| 클럽     | 시즌    | 출전 | 득점 |
| -------- | ------- | ---- | ---- |
| 생테티엔 | 2018-19 | 19   | 0    |
| 생테티엔 | 2019-20 | 17   | 0    |
| 니스     | 2020-21 | 22   | 1    |
| 마르세유 | 2021-22 | 52   | 0    |
| 아스널   | 2022-23 | 33   | 3    |
| 아스널   | 2023-24 | 50   | 2    |
| 아스널   | 2024-25 | 22   | 2    |

## 수상 내역
AS 생테티엔
- 쿠프 드 프랑스 준우승: 2019-20[3]

 아스널 FC
- FA 커뮤니티 실드: 2020[4], 2021[5]

 프랑스 축구 국가대표팀
- FIFA 월드컵 준우승: 2022[6]

개인
- UNFP 리그1 올해의 영플레이어: 2021-22[7]
- UNFP 리그1 올해의 팀: 2021-22[8]
- PFA 올해의 팀: 2022-23 프리미어리그[9], 2023-24 프리미어리그[10]
- 디 애슬레틱(영어: The Athletic) 선정 시즌의 유럽 남자 축구 선수팀: 2023-24[11]
- UEFA 챔피언스리그 토너먼트의 팀: 2024[12]
- FIFA 월드 11: 2024[13]